# Струков Петро Ананійович
Струков Петро Ананійович (16 червня 1803—11 травня 1881) — катеринославський та олександрівський поміщик, маршалок шляхти Катеринославської губернії.

## Походження
Петро Ананійович Струков народився 16 червня 1851 року в Катеринославі у дворянській родині колезького радника Струкова Ананія Герасимовича і Маврогені Ольги Костянтинівни.

## Життєпис
У 1821 — закінчив благородний пансіон при Санкт-Петербурзькому університеті.
З 15.08.1821 — на службі в Департаменті Міністерства юстиції.
26.07.1823 — за проханням прийнятий на службу офіцером в Лей-гвардії драгунського полку.
14.02.1844 — звільнений зі служби у чині генерал-майора. За бойові послуги нагороджено численними орденами й медалями, золотою саблею з написом «За хоробрість».
4.09.1851 — обраний маршалком шляхти Олександрівського повіту та кандидатом в маршалки дворян Катеринославської губернії.
20.09.1853 — обраний маршалком шляхти Олександрівського повіту, 9.09.1854 — за проханням звільнений з посади.
14.02.1855 — дворянством Петербурзької губернії обраний начальником 1 дружини державного ополчення Санкт-Петербурзької губернії.
З вересня 1865 по вересень 1874 — маршалок шляхти Катеринославської губернії.
3.12.1870 — обраний в гласні міської думи Катеринослава. У Катеринославі мешкав у міській садибі у Струковському провулку. Будинок зберігся до сьогодні — дитячий садок № 141 «Ромашка» на вулиці В.Вернадського.

## Сім'я
Дружина: Анна Олексіївна Арбузова. У шлюбі народилося 14 дітей — 10 синів і 4 доньки.
Діти: Олександр, Петро, Олексій, Микола, Костянтин, Марія, Мануїл, Ананій, Анна, Михайло